# Quantum of the Seas (schip, 2014)
De Quantum of the Seas is een cruiseschip van Royal Caribbean. Het is het eerste Quantum class schip dat werd gebouwd. De schepen van deze klasse zijn groter dan de Freedom class-schepen en kleiner dan de Oasis class. Het schip heeft een zusterschip dat in 2015 in de vaart werd genomen, de Anthem of the Seas.
Het schip heeft onder andere:
- 34 hutten aangepast voor mensen met een beperking
- 18 restaurants:
- 16 liften
- 4 zwembaden en 9 Whirlpools[1]